# Phascomurexia naso
El dasiuro narigudo (Phascomurexia naso) es una especie de marsupial dasiuromorfo de la familia Dasyuridae endémica del interior de Nueva Guinea.